# Moskevský průplav

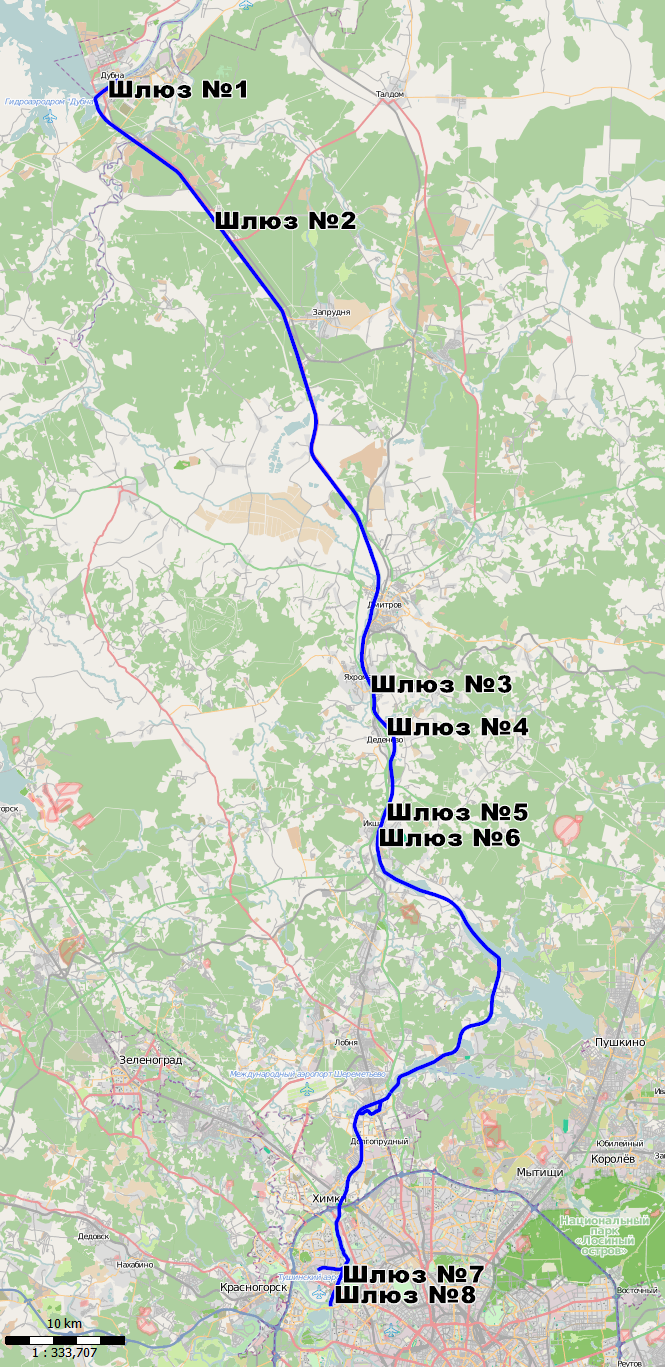
Mapa polohy průplavu

Moskevský průplav (rusky Кана́л и́мени Москвы́ – Kanal imeni Moskvy), do roku 1947 nazývaný průplav Moskva-Volha (Канал Москва-Волга – Kanal Moskva-Volga), je průplav v Rusku v Moskevské a v Tverské oblasti spojující řeky Volhu a Moskvu. Jeho celková délka je 128 kilometrů.

## Trasa
Moskevský průplav začíná na Volžské přehradě u Dubny a vede převážně v jižním směru. Do Moskvy se vlévá v moskevském předměstí Tušinu. Hloubka kanálu je 5,5 m a u hladiny má šířku 85 m a na dně 45 m.

## Dějiny
O propojení Volhy s Moskvou uvažoval již Petr Veliký a v letech 1825–1844 byla dokonce zahájena výstavba. Úspěšný byl ale až projekt, o kterém 15. června 1931 rozhodl ústřední výbor Komunistické strany sovětského svazu. Jednalo se o jeden z největších projektů druhé pětiletky (1932–1937). Stavba byla prováděna otrokářským stylem pomocí vězňů, pro které byl zřízen v letech 1932–1938 tábor Gulagu u Dmitrova nazývaný nejprve Dmitrovlag a později Dmitlag. V roce 1936 zde pracovalo 192 034 vězňů. Celkem jich za dobu prací zemřelo bezmála třiadvacet tisíc a padesát tisíc jich po dokončení prací dostalo amnestii.
V roce 1947 byl průplav přejmenován na Moskevský.

## Galerie

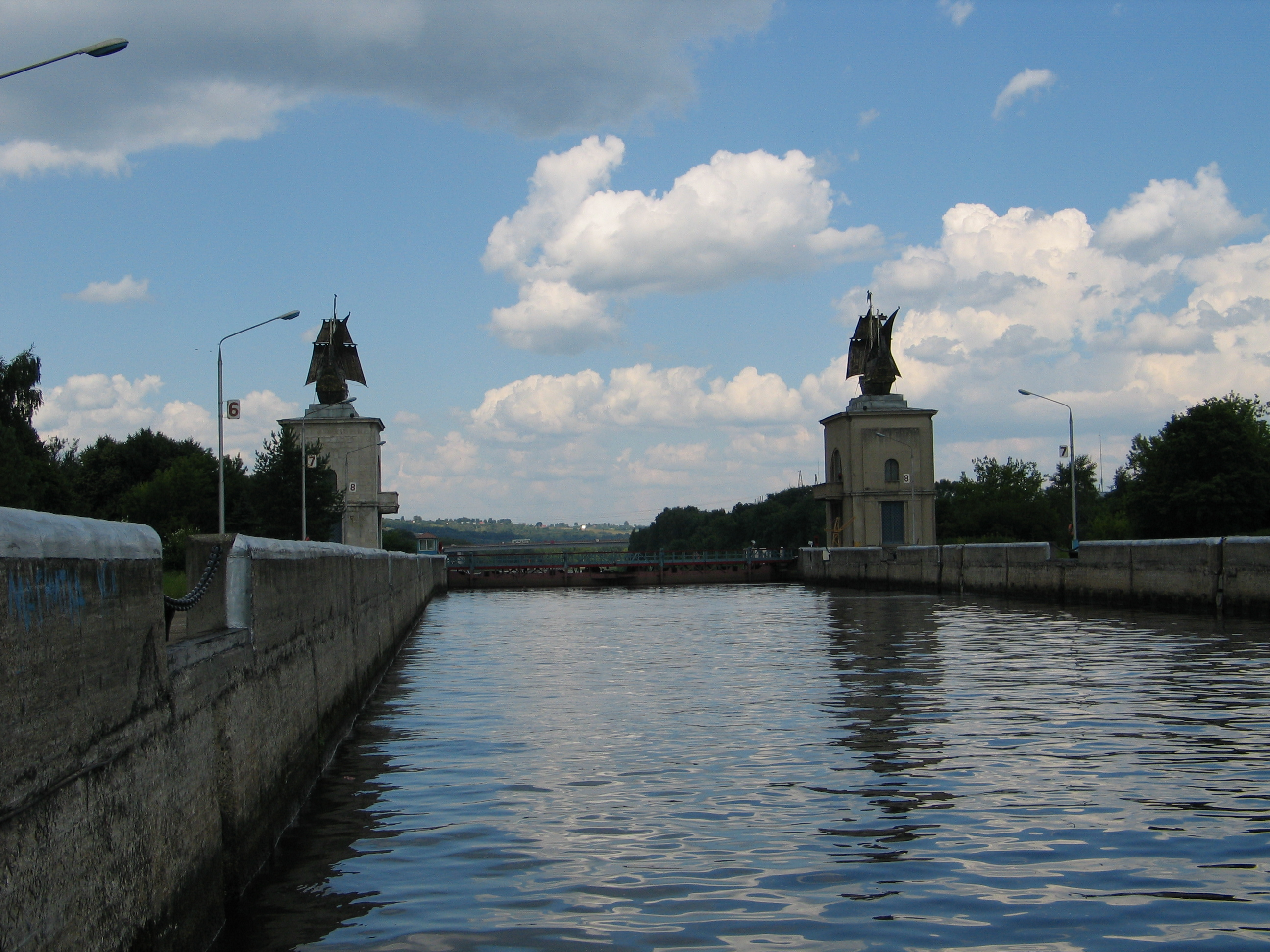
Zdymadlo č. 3 v Jachromě
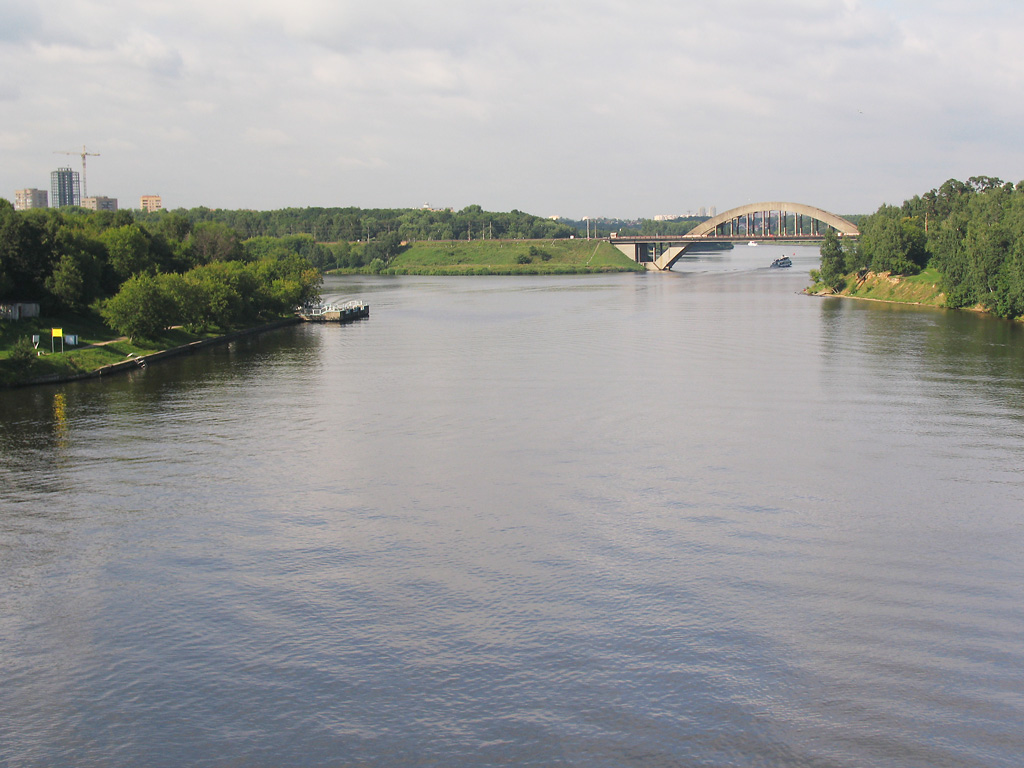
Most přes kanál v Chimkách
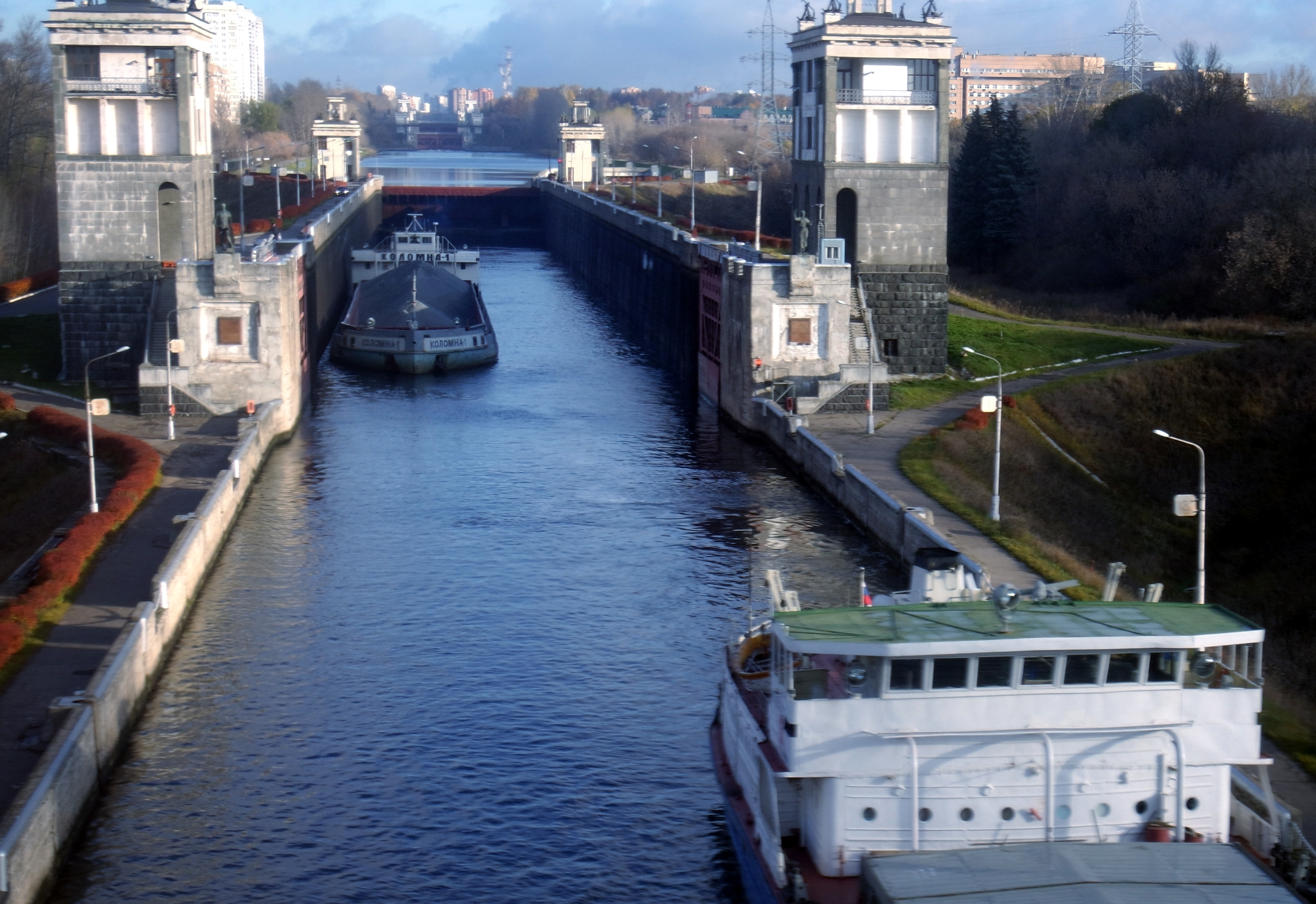
Zdymadlo č. 7 v Pokrovském-Strešněvu
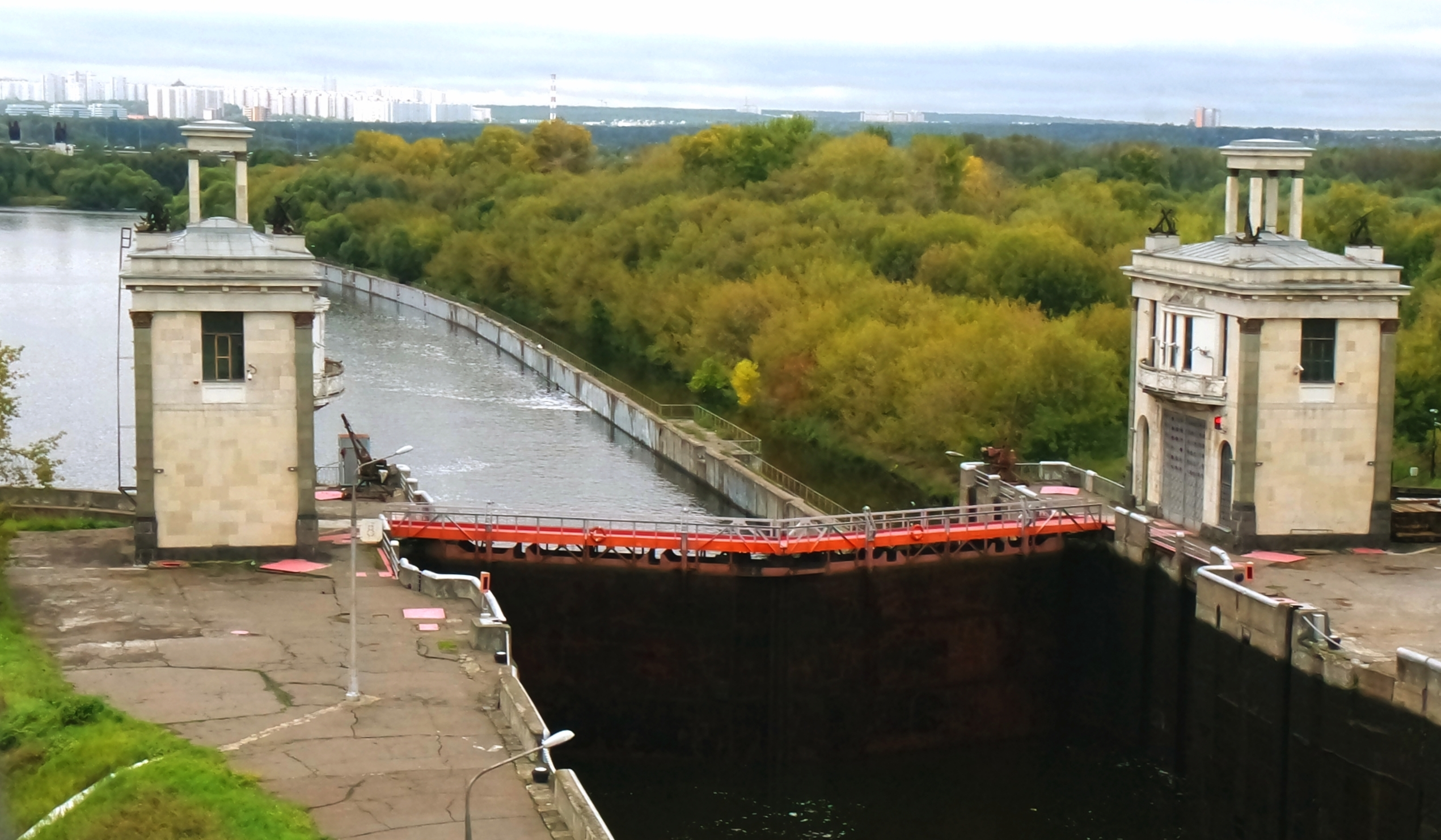
Zdymadlo č. 8 v Tušinu (Moskva)